# Cefozopran
Cefozopran (INN) là một cephalosporin thế hệ thứ tư.

## Phổ tính nhạy cảm và kháng thuốc của vi khuẩn
Hầu hết các chủng Stenotrophomonas maltophilia đã phát triển đề kháng với cefozopran.